# 奧只見水庫

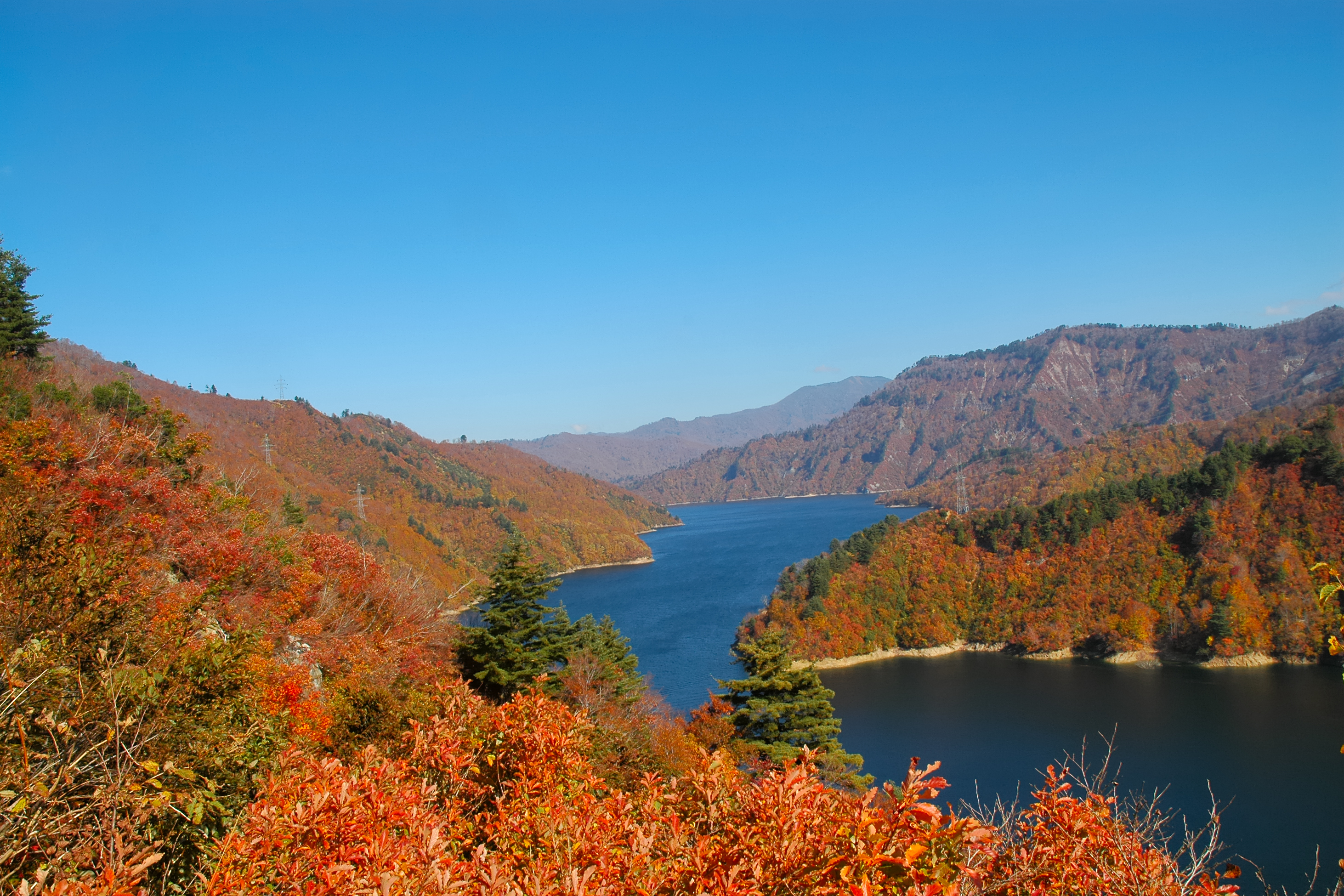
秋季的奧只見湖

奧只見水庫（日语：奥只見ダム）是位於日本福島縣南會津郡檜枝岐村和新潟縣魚沼市的水庫，屬於阿賀野川流域。該水庫大壩的堤高是日本第五位，也是日本最高的重力式水庫。奧只見水庫也是越後三山只見國定公園的一部分。